# 섐록 로버스 FC
섐록 로버스 FC (Shamrock Rovers F.C.)는 아일랜드의 축구 클럽으로, 더블린을 연고지로 한다. 리그 오브 아일랜드 프리미어 디비전에 참가하고 있다. 아일랜드의 축구 역사에서 가장 성공적인 클럽이다.

## 선수 명단

### 현역
참고: FIFA 자격 규정에 따라 소속된 국가대표팀 국기를 표시합니다. 선수는 복수의 FIFA 비회원국 국적을 가지고 있을 수 있습니다.
| 번호 | 포지션 | 국적       | 이름            |
| ---- | ------ | ---------- | --------------- |
| 1    | GK     |            | 레온 폴스       |
| 4    | DF     | 카보베르데 | 로베르토 로페스 |
| 18   | DF     | 아일랜드   | 트레버 클라크   |

| 번호 | 포지션 | 국적     | 이름            |
| ---- | ------ | -------- | --------------- |
| 19   | MF     |          | 마르쿠스 폼     |
| 20   | FW     | 아일랜드 | 로리 개프니     |
| 23   | DF     | 아일랜드 | 닐 파루지아     |
| 29   | MF     | 아일랜드 | 잭 번           |
| 30   | GK     |          | 토마스 레이티스 |

## 역대 감독
| 감독        | 임기        |
| ----------- | ----------- |
| 조니 자일스 | 1977 ~ 1983 |
| 마이클 오닐 | 2009 ~ 2011 |

틀:섐록 로버스 FC 선수 명단